# Dachverband der Geowissenschaften
Der Dachverband der Geowissenschaften e. V. (kurz DVGeo) ist eine geowissenschaftliche Fachgesellschaft in Deutschland.

## Geschichte
Der Dachverband wurde am 3. September 2015 in Berlin von den vier großen geowissenschaftlichen Vereinigungen in Deutschland, der Deutschen Geophysikalischen Gesellschaft, der Deutschen Geologischen Gesellschaft – Geologische Vereinigung, der Deutschen Mineralogischen Gesellschaft und der Paläontologischen Gesellschaft gegründet.
Im Jahr 2021 richtete der Dachverband die Arbeitsgruppe (AG) „GeoNachwuchs“ ein, 2022 folgten die AG „Geowissenschaften in der Schule“, die bereits bestehende Einzelaktivitäten bündeln, und die AG „Geoverbundprojekte“, die Groß- und Verbundprojekte im Hochschulbereich fördern soll. Im gleichen Jahr initiierte und unterstützte der DVGeo die am 5. Mai erfolgte Neugründung der „Konferenz der Fachbereiche Geowissenschaften (KFGeo)“, in der alle 28 Universitäten mit Geo-Fakultäten und -Fachbereichen vertreten sind. Die Konferenz soll dem Erfahrungsaustausch und der gemeinsamen Vertretung der geowissenschaftlichen Interessen beim Mathematisch-Naturwissenschaftlichen Fakultätentag (MNFT) dienen.

## Aufgaben und Ziele
Der Dachverband versteht sich als übergreifende Vereinigung mit dem Ziel der Förderung von Wissenschaft, Bildung und Forschung auf dem Gebiet der Geowissenschaften, deren Vertretung in Politik und Gesellschaft, sowie des Wissenstransfers. Dazu fördert sie den Austausch zu geowissenschaftlichen Themen und die Koordination, bringt die Geowissenschaften als Teil der MINT-Fächer verstärkt ins Bewusstsein der Öffentlichkeit, richtet Symposien und Parlamentarische Abende aus, stellt Schulmaterialien für alle Altersstufen bereit und gibt Stellungnahmen zu aktuellen Themen aus geowissenschaftlicher Sicht ab.
Als aktuelle Schwerpunktthemen nennt der Dachverband die Einbringung der Geowissenschaften in die Diskussionen um die Endlagerung von radioaktiven Abfällen, die Kohlendioxidspeicherung im Untergrund, zur Gewinnung von Kohlenwasserstoffen (Fracking), die Begutachtung von Katastrophenszenarien wie beispielsweise Erdbeben und Vulkanausbrüchen, sowie im Umfeld des Klimawandels (Globale Erwärmung, Meeresspiegelanstieg und Wasserknappheit).
Der Dachverband engagiert sich für mehr geowissenschaftliche Themen in der Schule und organisiert seit 2023 die Deutsche Olympiade der Geowissenschaften.

## Mitglieder
Es ist gemäß den Vorgaben der Satzung eine Voll- oder eine assoziierte Mitgliedschaft möglich, wenn die Voraussetzungen erfüllt werden.

### Korporative Vollmitglieder
Die Vollmitgliedschaft ist für juristische Personen möglich, deren satzungsgemäße Zwecke mit denen des Dachverbands in Einklang stehen und die sich auf dem Gebiet der Geowissenschaften in Forschung, Lehre oder Unterricht betätigen. Derzeit sind dies die vier Gründungsmitglieder:
- Deutsche Geophysikalische Gesellschaft e. V. (DGG)
- Deutsche Geologische Gesellschaft – Geologische Vereinigung e. V. (DGGV)
- Deutsche Mineralogische Gesellschaft e. V. (DMG)
- Paläontologische Gesellschaft e. V. (PalGes)

### Natürliche Vollmitglieder
Jedes korporative Mitglied benennt repräsentativ eine natürliche Person aus dem Kreis der eigenen Mitglieder.

### Assoziierte Mitglieder
Im Bereich der Geowissenschaften tätige Forschungseinrichtungen, Institutionen, Unternehmen, Verbände und Vereine können assoziierte Mitglieder des DVGeo werden. Derzeit sind dies:
- Deutsche Ton- und Tonmineralgruppe e. V. (DTTG)
- Fachsektion Hydrogeologie e. V. in der DGGV e. V. (FH-DGGV); seit November 2022[4]

## Organe
Organe des Verbandes sind die Mitgliederversammlung, der Vorstand und der Beirat.

### Mitgliederversammlung
Sie wählt und entlastet den Vorstand, beschließt über Anträge, Satzungsfragen und die Aufnahme sowie den Ausschluss eines Mitglieds. Die Versammlung findet mindestens einmal jährlich statt. Teilnehmer sind Delegierte der korporativen Vollmitglieder, die mitgliederzahlenabhängige Stimmrechte haben, sowie die natürlichen Vollmitglieder.

### Vorstand
Dieses Gremium leitet den Verband, führt dessen Geschäfte und setzt die Beschlüsse der Mitgliederversammlung um. Es wird für jeweils zwei Jahre gewählt. Jedes korporative Vollmitglied entsendet eine Person, hinzu kommen ein Schriftführer und ein Schatzmeister. Der Vorstand wählt aus seiner Mitte den Präsidenten.

### Beirat
Der Beirat unterstützt den Vorstand bei der Aufgabenerfüllung. Er besteht aus bis zu 20 Personen, von denen maximal 10 durch die Mitgliederversammlung gewählt, bis zu 10 vom Vorstand berufen werden können.

## Präsidenten
- 2015–2018: Martin Meschede
- 2019–2020: Jan Behrmann
- 2021–2022: Christian Bücker[5]
- 2023–2024: Alexander Nützel[6]
- seit 2025: Frank R. Schilling[7]

## Mitgliedschaften des Dachverbands
Der Dachverband ist seit 2021 Fördermitglied bei der Initiative „MINT Zukunft schaffen!“ und gehörte dem Unterstützerkreis des Bürgerrates Klima an.